# Татарський академічний театр імені Галіаскара Камала

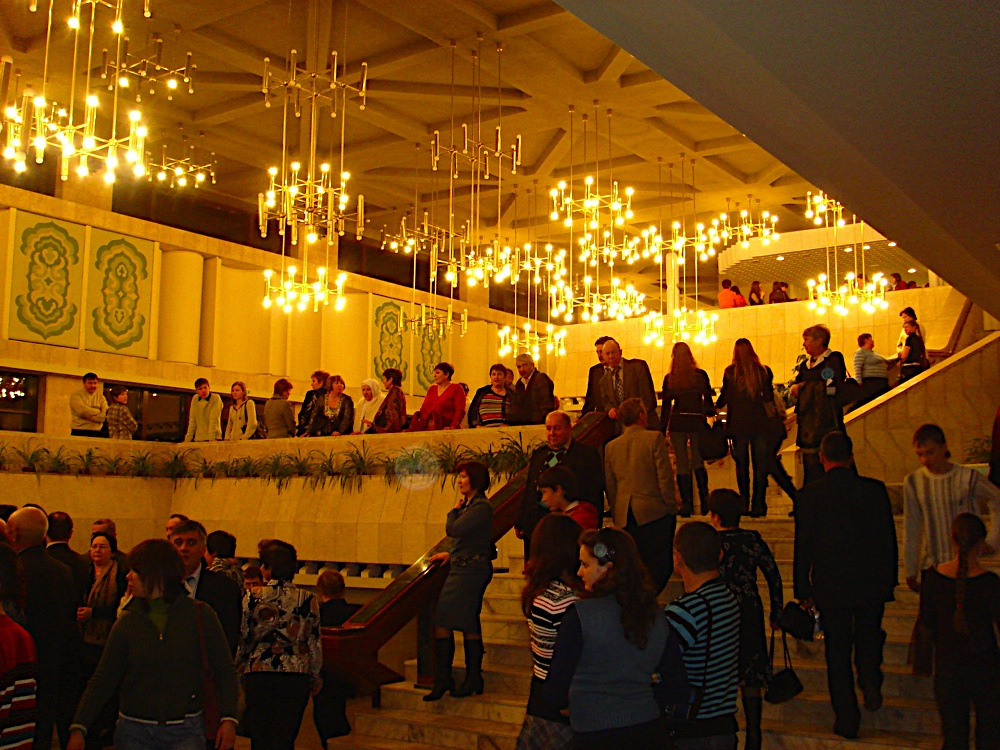
Інтер'єр театру ім. Г. Камала

Татарський державний академічний театр імені Галіаскара Камала (ТДАТ, тат. Галиәсгәр Камал исемендәге Татар дәүләт академия театры, Ğaliəsğər Kamal isemendəge Tatar dəulət akademiya teatrı — театр у м. Казані (Татарстан), на вулиці Татарстан і однойменній площі.

## Історія
Перші татарські аматорські театральні групи з'явилися вже на початку ХХ століття, вони ставили вистави за п'єсами російських і зарубіжних драматургів. Перша татарська п'єса «Бичара кыз» («Нещасна дівчина») була написана в 1886 році Габдрахманов Ільяси (1856–1895). Виникнення професійного татарського театру пов'язано з Татарським Академічним театром імені Галіаскара Камала. Днем народження ТДАТ імені Камала вважається дата 22 грудня 1906 року, так як саме в цей день відбувся перший публічний спектакль татарською мовою. Першою професійною татарської групою, що стала зародком ТДАТ, була «Сайяр» («передвижник», «мандрівник»). Назва для групи запропонував видатний татарський поет Габдулла Тукай. У ці роки вплив на становлення татарського театру надали актор і режисер Ільяс Кудашев-Ашказарський, Сулейман Валєєв-Сульва, видатні татарські драматурги Галіаскар Камал, Карім Тінчурін, актор і режисер Зайни Султанов, актриса і режисер Сахібжамал Гіззатуллін-Волзька, артисти Ашраф Сіняєва, Шакір Шамільскій, Гульсум Болгарська, Касим Шаміль, Мухтар Мутин, актор і режисер Нурі Сакаев, актор і режисер Барі Тарханов. Також можна назвати артиста і режисера Газіза Айдарського, письменника Фатіха Амірхана .
Але найбільший внесок у розвиток татарського професійного театру зробив Абдулла Карієв. Свою сценічну діяльність він почав в 1907 році в групі «Сайяр», зіграв безліч ролей, був режисером десятків вистав.
Необхідно відзначити також Галіасгара Камала, або «татарського Островського», як називав його Тукай. Його перша драма «Бәхетсез егет» («Нещасний юнак») написана в 1898, видана в 1899 році . До революції він написав такі твори, як "Беренче театр " («Перша вистава»), «Бүләк өчен» («Заради подарунка»), «Безнең шәһәрнең серләре» («Таємниці нашого міста»), «Банкрут». Переклав п'єси «Жалюгідне дитя» Наміка Кемаля, «Одруження», «Ревізора» Н. В. Гоголя, «Грозу» О. М. Островського, «На дні» М. Горького та інші п'єси російських та зарубіжних авторів.
Засновниками татарської музичної драми стали драматург Карім Тінчурін і композитор Саліх Сайдашев. Це легендарна «Зәңгәр шәл» («Блакитна шаль»), «Кандыр буе» («На річці Кандри»), «Сүнгән йолдизлар» («Згаслі зірки»), «Казан сөлгесе» («Казанський рушник»), «Алар өчәү иде» (« Їх було троє»). За 100 років існування татарського професійного театру музику до вистав писали десятки композиторів, серед них — Сара Садикова, Джаудат Файзі, Олександр Ключарьов, Хуснулла Валіуллін, Фасіл Ахметов, Масгут Імашев, Назіб Жиганов, Алмаз Монасипов, Енвер Бакіров, Луїза Батир-Булгарі, Бату Мулюков.
1 січня 1923 року відбулося офіційне відкриття Татарського театрального технікуму. Зараз цей навчальний заклад називається Казанським театральним училищем. У різні роки на татарському відділенні технікуму (училища) викладали Карім Тінчурін, Зайна Султанов, Макарим Махді, Шіріяздан Саримсаков, Шахсенем Асфандіярова, Марсель Салімжанов, Шаміль Барієв, Саліх Сайдашев, Фарід Бікчантаєв, Адель Кутуй (останній організував в технікумі літературний гурток). За роки свого існування цей навчальний заклад випустив чимало талановитих артистів. Це Хакім Салімжанов і Галія Нігматулліна, Галія Кайбицька, Ідіят Султанов, Айрат Арсланов, Шаукат Біктімеров, Галія Булатова, Рашід Загідуллін, Габдулла Сагитов, Рашіда Зіганшіна і багато інших.
Звання «Академічний» було присвоєно театру в 1926 році, а ім'я класика татарської драматургії Галіасгара Камала — в 1939. Під час другої світової війни багато акторів театру були учасниками концертних бригад — виступали на фронті і госпіталях (Халіл Абжалілов, Усман Альмеєв, Гульсум Болгарська, Фуад Халітов, Фатийма Ільська, Галія Кайбіцкая). Крім цього, під час війни колектив театру поставив десятки нових постановок. Будівлю театру віддали під госпіталь, а камалівциі стали працювати в будівлі Качалівського театру.
На декаді татарського мистецтва і літератури в Москві в 1957 році театр показав спектаклі «Блакитна шаль» Тінчурін, «Хужа Насретдін» і «Зифа» Ісанбета, «Тривожні дні» Т. Гіззата, «Міннікамал» Аміра, «Король Лір» Шекспіра.
У другій половині XX століття в театрі працювали режисери Шірьяздан Саримсаков, Празат Ісанбет, Абдулла Юсупов, Хусаин Уразіков, Гумер Девішев, Валерій Бебутов, Олександр Михайлов, Рафкат Бікчантаєв, Марсель Салімжанов. У 1991 році режисером-постановщиком театру стає Фарід Бікчантаєв. Зараз він — головний режисер театру імені Г. Камала.
У 1961 році в трупу театру влилися випускники Московського театрального училища ім. Щепкіна і Ленінградського державного інституту театру музики і кінематографії, які стали відомими артистами. Це Шаміль Барієв, Ренат Тазетдінов, Азгар Шакіров, Наіль Дунаєв, Нажіба Іхсанова, Гульсум Ісангулова, Фірдаус Ахтямова, Равіль Шарафєєв, а також відомий драматург Туфан Міннуллін — автор понад півсотні п'єс. Багато з них були поставлені на театральних сценах не тільки Татарстану, але і інших регіонів Росії. Це «Без кітәбез, сез каласиз» («Ми йдемо, ви залишаєтеся»), «Ай булмаса, йолдиз бар» («Без місяця зірка нам світить»), «Авил ете Акбай» («Сільський пес Акбай»), «Моңли бер жир» («У совісті варіантів немає»), "Міләүшәнең Туган көне " («День народження Міляуші»), «Үзебез сайлаган язмиш» («Долі, обрані нами») « Әлдермештән Әлмәндәр» («Старий із села Альдермиш»), «Әніләр һәм бәбіләр» («Дочки-матері»), «Хушигиз» («Прощайте»), «Канкай угили Бәхтіяр» (п'єса про сподвижника Омеляна Пугачова Бахтіяре Канкаєве «Бахтіяр Канкаєв»), «Шулай булди шул» («Ось так трапилося»), « Җанкісәккәем» («Світло моїх очей»), «Гөргөрі кіяүләре» («Зяті Гергері»), «Езләдем, бәг'рем, синьо» («Шукав тебе, кохана»), «Галіябану, силуим-іркәм» («Галіябану, люба моя»), «Шәҗәрә» («Родовід»), «Алти кизга бер кіяү» («Шість наречених і один наречений»), «Діләфрүзгә дүрт кіяү» («Чотири наречених Діляфруз»), «Ілгізәр + Віра» («Ільгізар + Віра»).

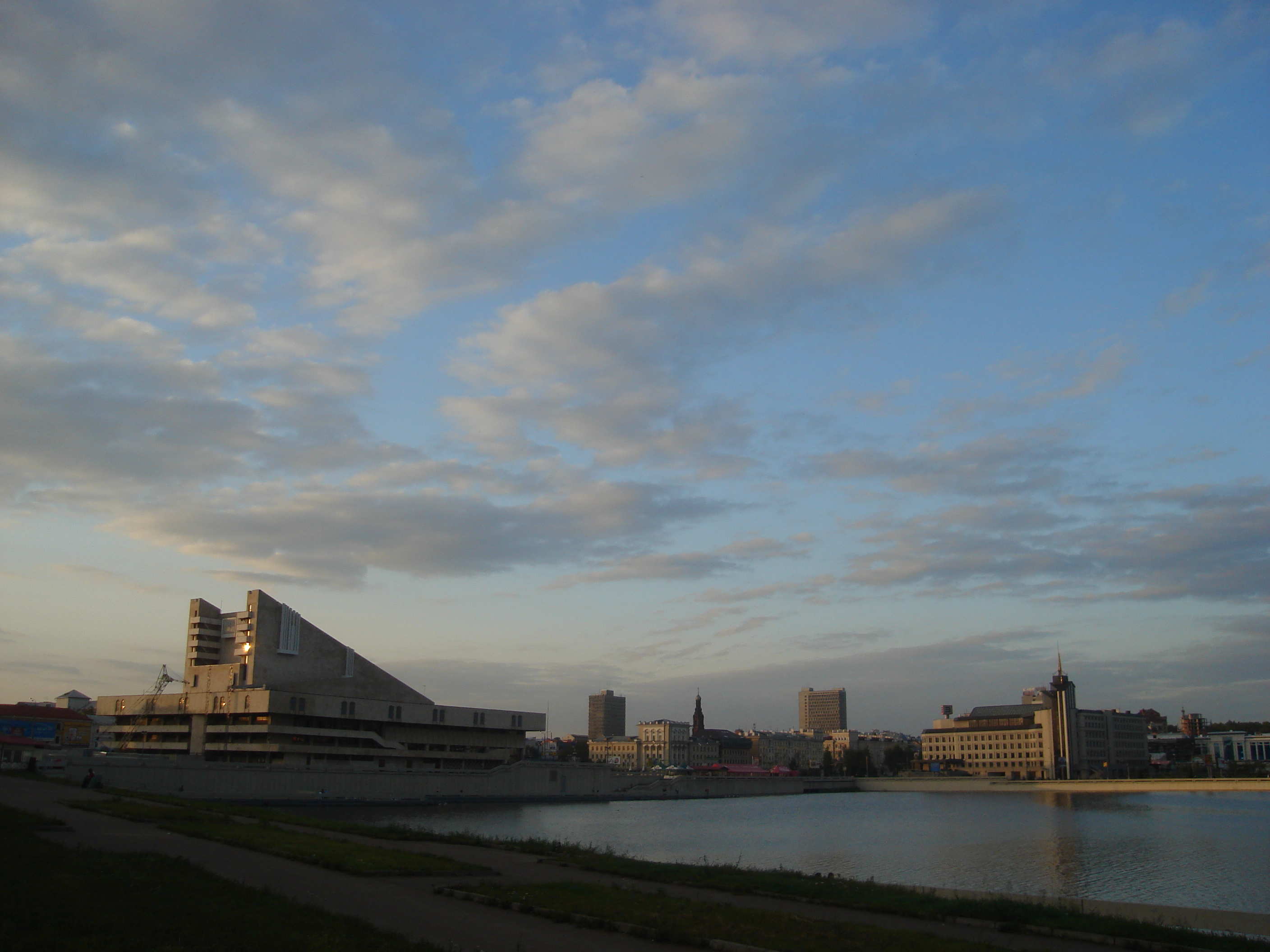
Вид на озеро Кабан і Театр ім. Камала

У 1972 році за проектом групи архітекторів, що складалася з Г. Горлишкова, Ю. А. Корнєєва, Ф. М. Євсєєва, М. Г. Євсєєвої, Г. Хаджинова, Н. Шебаліної, почалося будівництво нової будівлі театру. У 1986 році воно було завершено, а в січні 1987 року відбулося відкриття сцени.
У 1995 році молоді актори театру на Міжнародному фестивалі театральних шкіл у Москві отримали головну премію за виставу «Чайка» Антона Чехова. Режисер — Ф. Бікчантаєв.
У 2001 році головний режисер театру імені Камала Марсель Салімжанов був удостоєний вищої російської нагороди — національної театральної премії «Золота маска» в номінації «За честь і гідність».
Оформленням вистав в різні роки займалися художники С. Яхшібаєв, Г. Камал, П. Беньков, Е. Гельмс, П. Сперанський, М. Сутюшев, А. Тумашев, Р. Газієв, А. Кноблок, А. Закіров і С. Скоморохов.
У 2002 році після смерті Марселя Салімжанова головним режисером театру став його учень, заслужений діяч мистецтв Республіки Татарстан і Російської Федерації, лауреат Державної премії Республіки Татарстан імені Г. Тукая, професор Фарід Бікчантаєв, з 2011 року очолює Союз театральних діячів Республіки Татарстан. Театр активно гастролює по Росії, ближньому і далекому Зарубіжжю і завойовує великий успіх у глядачів Казахстану, Киргизстану, Азербайджану, Литви, Латвії, Естонії, Німеччини, Фінляндії, Туреччини, Великій Британії, Колумбії, Іспанії, Китаю, Угорщини та ін.
У 2014 році спектакль «Одного літнього дня» Йона Фоссе в постановці Ф. Бікчантаєва номінується на премію «Золота маска».
З 1998 року театр проводить Міжнародний театральний фестиваль тюркських народів «Науруз», з 2010 року — Міжнародний театрально-освітній форум «Науруз», з 2009 року — Всеросійський фестиваль молодої татарської режисури «Ремесло».
Засновником театру є Республіка Татарстан. Функції та повноваження засновника від імені Республіки Татарстан здійснюються Міністерством культури Республіки Татарстан.

## Кіно і театр
Особливістю татарського театру було те, що за радянських часів Татарстану, як автономній республіці, не належало мати свою кіностудію. Тому всі акторські таланти і обдарування могли проявити себе виключно на ниві театру. Кожній союзній республіці СРСР було дозволено мати свою кіностудію, але татарам, незважаючи на те, що вони найпершими серед мусульманських народів СРСР почали створювати свою кінематографію, не дозволили відкрити кіностудію. Цим пояснюється концентрація всіх акторських творчих обдарувань в татарському театрі.
Незважаючи на відсутність в ТАРСР кіностудії, ряд акторів театру успішно знімалися в радянських і російських фільмах російською мовою. Так, наприклад, Рінат Тазетдінов грав у фільмі «Місія в Кабулі», Рафкат Бікчантаєв і Азгар Шакіров — в «Моабітському зошиті», а Ідріс Масгутов у фільмі М. Михалкова «Ревізор». З початку 2000-х років, коли кінофільми татарською мовою стали виходити регулярно і навіть займати призові місця на міжнародних кінофестивалях («Куктау», «Зулейха», «Бібінур» і ін.), Саме представники Театру ім. Г. Камала (Фарід Бікчантаєв, Раміль Тухватуллін, Фірдаус Ахтямова, Халіма Іскандерова, Ільсія Тухватулліна і ін.) стали основними дійовими особами ери нового татарського кіно.

## Репертуар

### Видатні постановки минулих років
«Міркай і Айсилу» Н. Ісанбета, п'єси К. Тінчуріна — «Американець» (1969), «Згаслі зірки» (1971), «Примхливий наречений» (1975), «Казанський рушник» (1981) і «Блакитна шаль» (1970, 1987, 2000).

### Сучасний репертуар
Повний репертуар театру Камала Спектакльләр Камал тетари

## Трупа театру
- Трупа театру на офіційному сайті Містить розділи: Трупа, Оркестр, Режисери, Художники, Адміністрація
- Персоналії Трупа, Оркестр, Режисери, Художники, Адміністрація

## Цікаві факти
- Значна частина дії російського комедійного фільму «Скарби О.К.» (2013 р) проходить на даху, сцені і в залі для глядачів театру, а з підвалу театру герої фільму знайшли хід до заповітних скарбів. Крім цього у фільмі знімалися ряд акторів Театру ім. Камала: Раміль Тухватуллін, Халіма Іскандерова і ін. Примітно, що за сюжетом фільму на сцені театру йде спектакль російською мовою, що в принципі можливо під час гастролей російськомовних театрів.
- Напівукраїнець Микола Юкачев був першим і єдиним нетатарським актором театру і він говорив татарською інколи краще багатьох татар[2].